# Anisia Kirdiapkina
Anisia Biasirovna Kirdiapkina, de soltera Kornikova (Анися Бясыровна Кирдяпкина, Saransk, 23 d'octubre de 1989) és una atleta russa especialitzada en marxa atlètica.
Kirdiapkina ha guanyat tres medalles en Campionats del Món. Va obtenir dues plates en el de Daegu 2011 i en Moscou 2013 i un bronze en Berlín 2009. En el Mundial de Berlín 2009 inicialment havia obtingut el 4t lloc però l'atleta russa Olga Kanískina, guanyadora de la prova, va ser desqualificada el 24 de març de 2016 pel TAS acusada de dopatge. La IAAF va anunciar que les medalles serien redistribuïdes en totes les competicions sota el seu control pel que Kirdiapkina va passar del lloc 4t al 3r. En el Mundial de Daegu 2011 va ocórrer similar, ja que inicialment havia obtingut la medalla de bronze però després de la desqualificació de la guanyadora Olga Kanískina va passar a guanyar la medalla de plata.
A més ha aconseguit una medalla d'or en el Campionat Europeu de Barcelona 2010. La russa Olga Kanískina va ser la guanyadora però després de la seva desqualificació Kirdiapkina va obtenir el primer lloc.
També ha aconseguit una medalla d'or en la Copa del Món de Marxa Atlètica de Taicang 2014. També va ser campiona en les universiadas de 2013 i 2015.
L'any 2012 va acudir als Jocs Olímpics de Londres, finalitzant en cinquena posició en els 20 km.
Els seus millors registres estan com segueix: en 10.000 m 43:27.20 (2007), en 10 km 42:59 (2007) i en 20 km 1h:25:09 (2011).
Està casada amb el també marxador Serguéi Kirdiapkin.